# Широке (Хустський район)
Широ́ке — село в Україні, в Закарпатській області, Хустському районі. Входить до складу Горінчівської сільської громади.

## Історія
Перша згадка у 1898-році як  Siroka, Інші згадки 1907- Siroka, 1913-Siróka, 1930-Široká, 1944-Siróka, Широка, 1983-Широке.
храм св. Юрія. 1934. 
Зрубну церкву добрих пропорцій з чудовими художніми деталями (деякі навіть з відтінком провінційної сецесії) збудували від 1934 до 1937 р.
Землю під спорудження виділив Василь Росоха, а майстер, як розповідає дяк Микола Вовчок, був з Липчі і звався Вакаров. Варто відзначити подібність між місцевою церквою та храмом у Запереділлі, спорудженим у 1931 р. Інтер’єр храму поштукатурили і розмалювали. Ікона Вознесіння має напис: “Маляр монах Варнава | Иза-манастырь 1944”.
Цікавою є ікона із сценами Страшного суду, виконана в манері народного малювання.
Найбільший дзвін відлито на пожертви православних вірників у 1936 p., інший походить з російського Ярославля із заводу Оловяннікова, а три маленькі написів не мають.

## Присілки
Вархалуца
Вархалуца - колишнє село в Україні, в Закарпатській області.
Об'єднане з селом Широке рішенням облвиконкому Закарпатської області №155 від 15.04.1967
Перша згадка 1898: Várhálucá, інші згадки: 1900: Várhálucá, 1902: Varhelucza, 1944: Varhaluca, Вархалуца, 1967: Вархалуца. Назва походить від гори.
Вільхованя
Вільхованя - колишнє село в Україні, в Закарпатській області.
Об'єднане з селом Широке рішенням облвиконкому Закарпатської області №155 від 15.04.1967
Перша згадка 1898: Vulychoványá, інші згадки 1900: Vulychoványá, 1902: Vulyhaványa, 1913: Égeres (Vulchoványa), 1967: Вільхованя.      

Ясіня
Ясіня  - колишнє село в Україні, в Закарпатській області.
Об'єднане з селом Широке рішенням облвиконкому Закарпатської області №155 від 15.04.1967
Перша згадка у ХІХ столітті. 1898: Jásziná, 1902: Jászinye, 1907: Körösös, 1913: Kőrises (Jaszina), 1944: Jaszinya, Ясиня, 1967: Ясиня.            

Кузецький
Кузецький - колишнє село в Україні, в Закарпатській області.
Об'єднане з селом Широке рішенням облвиконкому Закарпатської області №155 від 15.04.1967
Перша згадка у ХІХ столітті.
Погар
Погар - колишнє село в Україні, в Закарпатській області.
Об'єднане з селом Широке рішенням облвиконкому Закарпатської області №155 від 15.04.1967
1745: Posár (Mikovinyi), 1789: Pohari (MTH. 44), 18. sz. vége: Pohari (T), 1808: Pohory (Lipszky: Rep. 519), 1828: Pohári (Nagy 200), 1851: Pohari (Fényes 3: 246), 1898: Pohári (Hnt.), 1930: Pohary (ComMarmUg. 103), 1967: Погар (ZO). 

## Населення

### Мова
Розподіл населення за рідною мовою за даними перепису 2001 року:
| Мова       | Кількість | Відсоток |
| ---------- | --------- | -------- |
| українська | 2403      | 99.67%   |
| російська  | 8         | 0.33%    |
| Усього     | 2411      | 100%     |

## Туристичні місця
- храм св. Юрія. 1934. 
-  ікона із сценами Страшного суду, виконана в манері народного малювання.